# Lissotes subcaeruleus
Lissotes subcaeruleus es una especie de coleóptero de la familia Lucanidae.

## Distribución geográfica
Habita en Tasmania (Australia).